# Cynthia Lennon

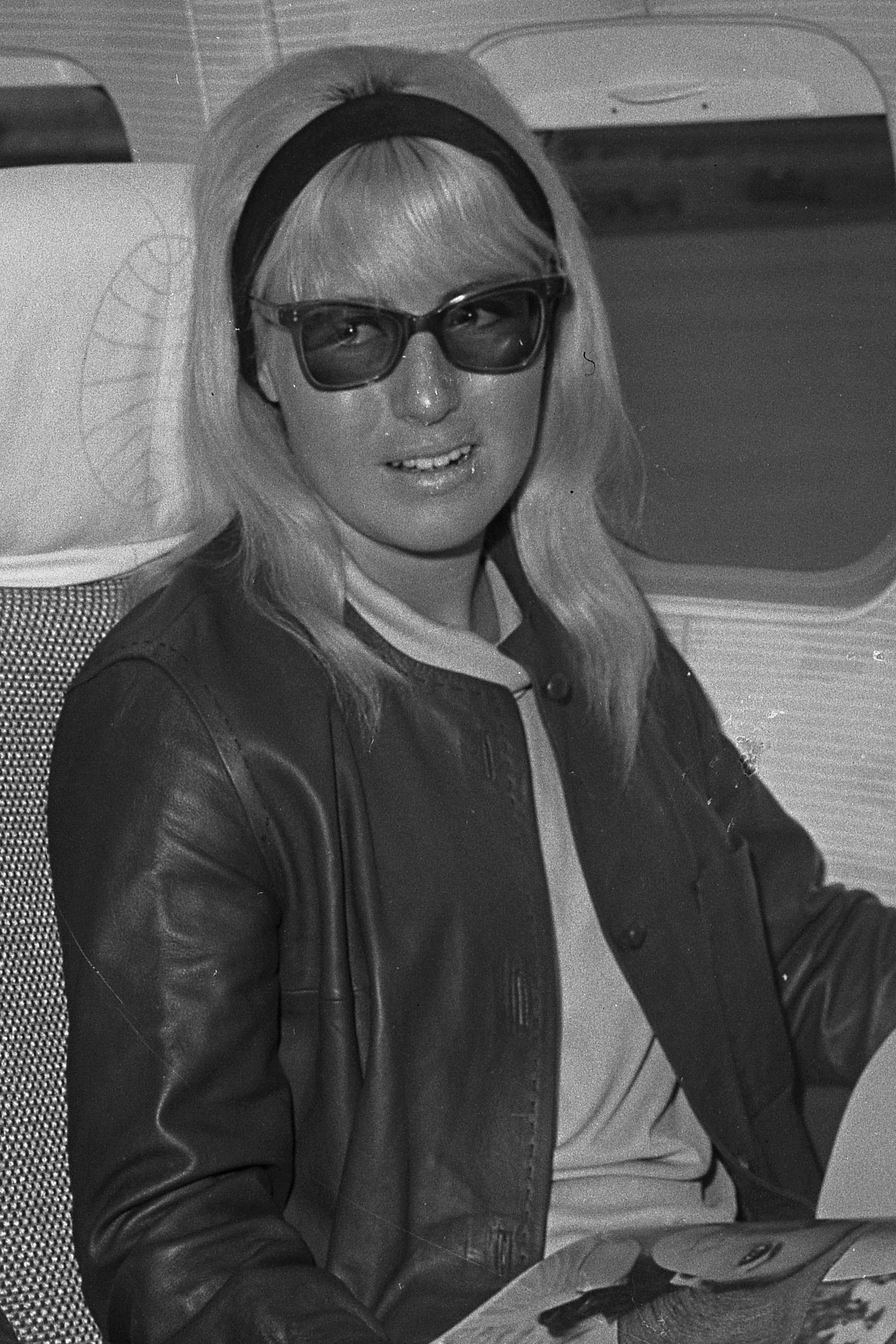
Cynthia Lennon, 1964

Cynthia Powell Lennon (* 10. September 1939 in Blackpool, England; † 1. April 2015 auf Mallorca, Spanien) war eine britische Autorin. Sie war die erste Ehefrau von John Lennon und ist die Mutter des Musikers Julian Lennon.

## Leben
Cynthia Powell wuchs in Hoylake, einem kleinen Ort nahe Liverpool, auf. Mit 18 Jahren besuchte sie das Liverpool College of Art, an dem sie John Lennon kennenlernte. Im Jahr 1962 wurde sie schwanger, und sie und Lennon beschlossen, zu heiraten. Die Hochzeit fand am 23. August 1962 im Mount Pleasant Register Office in Liverpool statt. Die Ehe wurde lange verheimlicht, weil Beatles-Manager Brian Epstein befürchtete, viele weibliche Beatlesfans würden durch das Bekanntwerden das Interesse an Lennon verlieren.

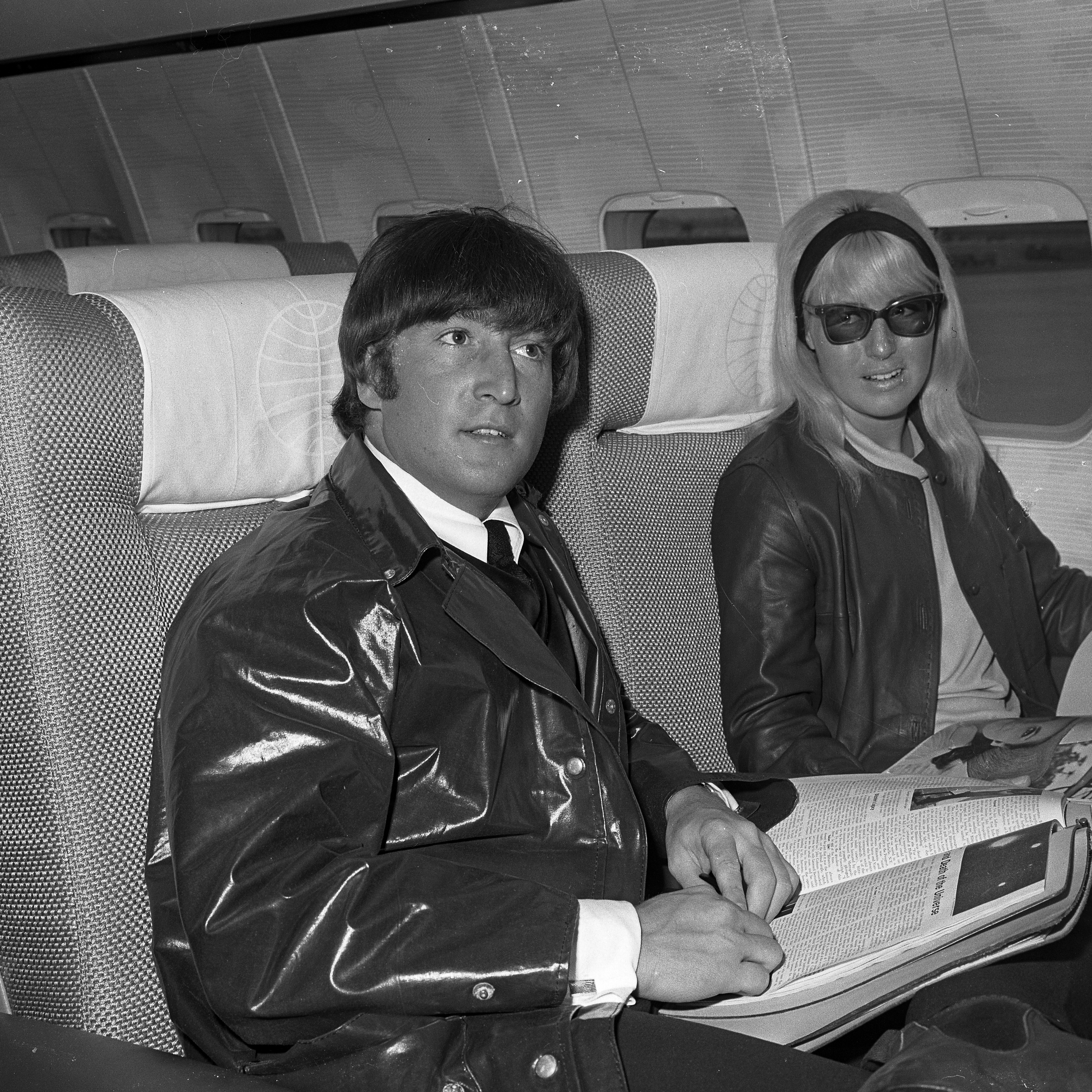
John und Cynthia Lennon, 1964

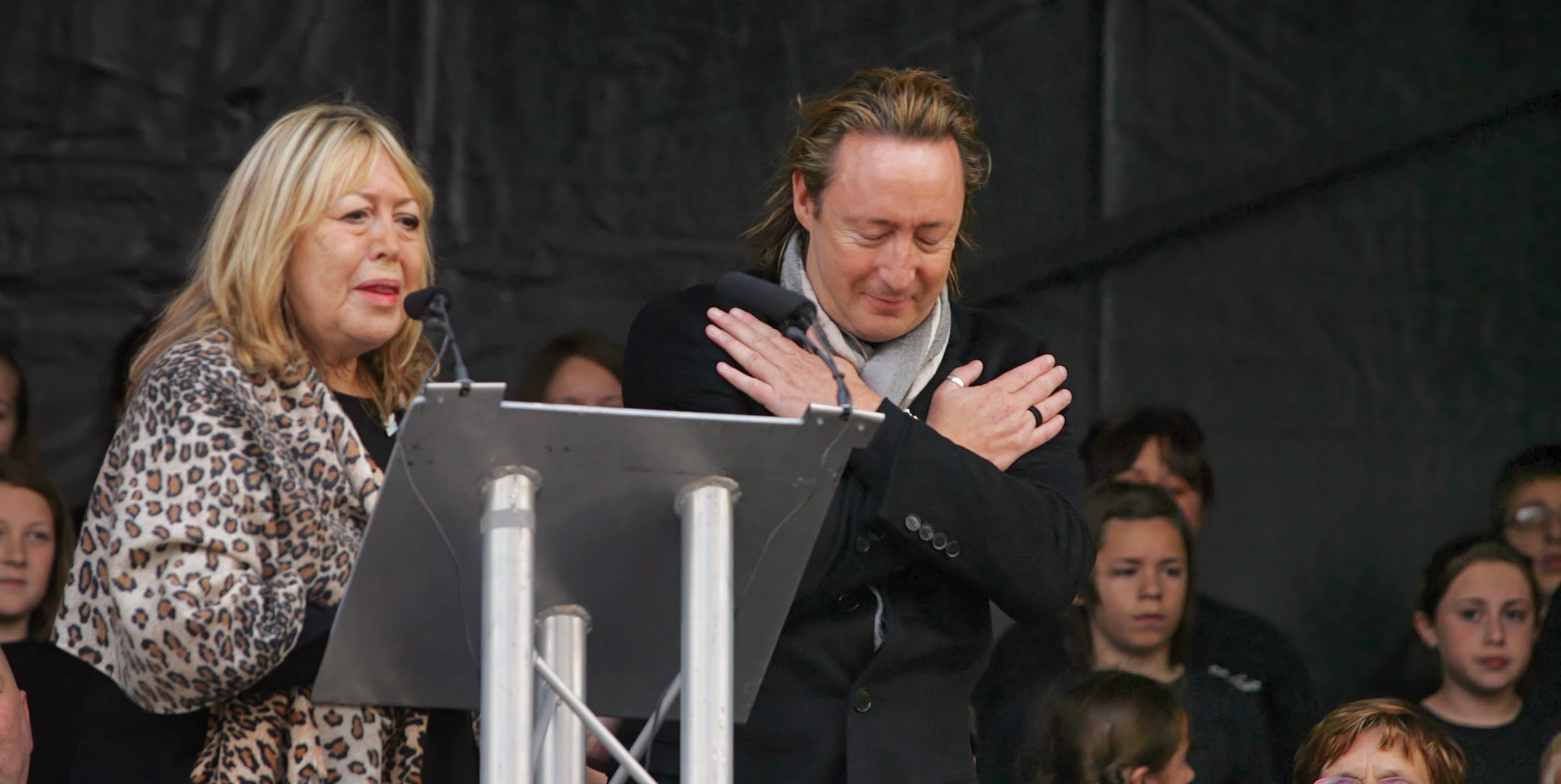
Cynthia und Julian Lennon, 2010

Cynthias und John Lennons Sohn John Charles Julian wurde am 8. April 1963 im Sefton General Hospital in Liverpool geboren. Die Presse fand 1964 das Geheimnis um ihre Ehe heraus, aber Epsteins Befürchtungen traten nicht ein; es gab keine negativen Auswirkungen auf die Popularität der Gruppe.
Im August 1968 verklagte Cynthia Lennon ihren Mann wegen Ehebruchs mit der japanischen Künstlerin Yoko Ono, nachdem John Lennon zuvor ein Scheidungsverfahren wegen Ehebruchs gegen Cynthia Lennon eingeleitet hatte. John Lennons Behauptung, keinen Ehebruch begangen zu haben, entpuppte sich bald als Schwindel, da Yoko Ono ein Kind von ihm erwartete (eine Fehlgeburt im sechsten Monat, am 21. November 1968). Am 8. November 1968 wurde die Scheidung rechtskräftig und Cynthia Lennon erhielt das Sorgerecht für Julian.
Am 1. August 1970 heiratete Cynthia Lennon den italienischen Hotelier Roberto Bassanini. Die Ehe hielt bis 1973. 1978 heiratete sie John Twist, einen Ingenieur aus Lancashire, England. Im selben Jahr erschien ihre erste Autobiografie mit dem Titel A Twist of Lennon. Nach der Scheidung von Twist im Jahr 1983 nahm sie wieder den Nachnamen Lennon an.
Im September 2005 erschien eine weitere Autobiografie mit dem Titel John, in der sich Cynthia Lennon erneut mit ihrer Beziehung zu John Lennon auseinandersetzte.
Cynthia Lennon lebte bis zu ihrem Tod auf Mallorca. Ihren vierten Ehemann, Noel Charles, den sie durch ihren Sohn Julian kennengelernt hatte, heiratete sie am 7. Juni 2002. Sie starb am 1. April 2015 im Alter von 75 Jahren an den Folgen einer Krebserkrankung.

## Schriften
- Cynthia Lennon: A Twist Of Lennon. Star Books, London 1987, ISBN 0-352-30196-1.
- Cynthia Lennon: John. 1. Auflage. Goldmann, München 2005, ISBN 3-442-15406-5.

## Weitere Veröffentlichungen
- 1995: Those Were the Days / Walking in the Rain (CD-Single)[4]
- 2005: John (Doppel-CD-Hörbuch von Cynthia Lennon)[5]